# RADIO RONDO ROBE
『RADIO RONDO ROBE』（ラジオ・ロンド・ローブ）は、2010年4月9日から2017年2月24日まで文化放送のデジタルラジオ放送超!A&G+にて放送されていたラジオ番組。
これまで何度パーソナリティが交代し、パーソナリティごとにサブタイトルが付いている。ただし番組表での表記は『RADIO RONDO ROBE』のみである。

## 番組概要
NBCユニバーサル・エンターテイメント（放送開始当初はジェネオン・ユニバーサル・エンターテイメント）のアニメレーベル「RONDO ROBE」のアーティストがパーソナリティを務め、企画を行いながら、RONDO ROBEの最新情報を伝える。
放送日時
2010年04月09日 – 2011年04月01日
毎週金曜日 21:30 – 22:00（リピート放送: 翌週月曜日 09:30 – 10:00）
2011年04月08日 – 2014年04月04日
毎週金曜日 23:00 – 23:30（リピート放送: 翌週月曜日 11:00 – 11:30）
2014年04月11日 – 2017年02月24日
毎週金曜日 21:00 – 21:30（リピート放送: 翌週月曜日 09:00 – 09:30）
簡易動画
収録中の写真によるスライドショー

## 歴代番組一覧

### -RADIO RONDO ROBE- only my radio-gun
『only my radio-gun』（オンリー・マイ・レディオ・ガン）は、2010年4月9日開始・12月31日終了の全39回。
文化放送で2度の特番を担当したfripSideの南條愛乃とsatが担当。

#### コーナー
ロンドローブインフォメーション
南條とsatが小芝居をしながらジェネオンの商品を告知するコーナー。
ユニット育生企画
fripSideを育成させるため、様々な企画を行う。

#### テーマソング
オープニングテーマ
「only my railgun」（#1– #39）
エンディングテーマ「
「late in autumn」（#1 – #22）
「future gazer」（#23 – #39）

#### ゲスト
- #6（2010年5月14日） - 鷲崎健
- #12（2010年6月25日） - KOTOKO
- #13（2010年7月2日） - ELISA
- #20（2010年8月20日） - 中西
- #21（2010年8月27日） - 上田（プロモーター）
- #23（2010年9月10日） - 黒崎真音
- #24（2010年9月17日） - KOTOKO
- #27（2010年10月8日） - KOTOKO、川田まみ
- #28（2010年10月15日） - fripSide（KOTOKO、川田まみがメインパーソナリティ）
- #29（2010年10月22日） - MELL
- #30（2010年10月29日） - ELISA
- #34（2010年11月26日） - 西原史顕（『リスアニ!』副編集長）
- #35（2010年12月3日） - 西村潤（ジェネオン・ユニバーサル・エンターテイメントジャパン レーベルプロデューサー）
- #37（2010年12月17日） - 流田Project

#### 代打パーソナリティ
- #28（2010年10月15日） - KOTOKO、川田まみ（「RADIO RONDO ROBE〜only my ジンギスカン〜」として放送、fripSideはゲストとして登場）
- #31・#32（2010年11月05日・12日） - ELISA（satがアルバム『infinite synthesis』制作で多忙のため、南條は通常どおり出演）

### RADIO RONDO ROBE〜DIVA’s PARTY〜
『DIVA’s PARTY』（ディーバズ・パーティー）は、2011年1月7日開始・9月30日終了の全39回。
共に女性ソロシンガーのELISAと川田まみが担当。ELISAの活動休止に伴い終了。休止表明後に放送されたラスト2回（9月23日・30日）では、簡易動画に「※この番組は9/12に収録したものです。」とテロップが表示された。

#### コーナー
ブラックオアホワイト
リスナーから寄せられた「白」「黒」2択の出来事のうち、どちらのほうがよいかを決めていく。
2人の意見が分かれた場合は「グレー」となる。
穴埋めランキング
あるランキングの穴埋め部分を、2人で協力して当てていく

#### ゲスト
- 第08回（2011年2月25日） - 黒崎真音
- 第10回（2011年3月11日） - 八木沼悟志（fripSide）
- 第31回（2011年8月05日） - 黒崎真音
- 第39回（2011年9月23日） - 流田Project

### RADIO RONDO ROBE -River Stream-[1]
『-River Stream-』（リバー・ストリーム）は、2011年10月7日開始。2012年9月終了
川田は継続。ELISAに代わり、アルバムで川田の楽曲をカバーしたバンド流田Projectのヴォーカリスト流田豊が参加。

#### コーナー
フェイバリット アニメソング
リスナーから寄せられた、思い出のアニメソングを紹介する。
即興!応援歌
リスナーから寄せられた悩みに、1フレーズソングを即興で演奏・歌唱して応える。

##### 過去のコーナー
メンズポジション ウィメンズポジション
リスナーから寄せられた男女の不思議を、川田と流田が解決、結論を出す

#### ゲスト
- 第3回（2011年10月21日）- IKU
- 第8回（2011年11月25日） - 黒崎真音
- 第10回（2011年12月9日） - sat(fripSide)
- 第11回（2011年12月16日） - 穴澤淳、栗川雅裕（流田Project）
- 第19回（2012年2月3日） - Ray
- 第20回（2012年2月10日） - ALTIMA
- 第21回（2012年2月17日） - MOSAIC.WAV
- 第30回（2012年4月20日） - Machico
- 第32回・第33回（2012年5月4日・11日） - 黒崎真音
- 第35回（2012年6月1日） - 鷲崎健
- 第41回（2012年7月13日） - 高瀬一矢（I've 代表取締役）

##### 代理パーソナリティ
- 第19回・第20回（2012年2月3日・10日） - 栗川雅裕（流田Project）
- 第37回（2012年6月15日） - Ray

### RADIO RONDO ROBE～MK.Labo～
『～MK.Labo～』（エムケイ・ラボ）は、2012年10月5日開始。前番組に引き続き通算3番組目となる川田と「黒崎真音の2h（初代「木曜2h」）」パーソナリティを務め、『RRR』歴代番組にゲスト出演経験のある、黒崎真音が担当。2013年3月30日終了

#### コーナー
- お互いのことを知ろう！クイズ川田まみ クイズ黒崎真音

川田・黒崎のプロフィールを、クイズ形式で紐解いていく
- 新しいリリックの世界の扉を開こう!アドリブリリックメーカー

くじで引いたカードに書かれた言葉を組み合わせた文がタイトルとなるような
短いリリック（詞）を2人で考えていく。
組み合わされた文のタイトルでリリックを考えることが難しいと判断した場合は、一方の言葉のみを1回だけ引き直すことができる。

#### ゲスト
- 第5回（2012年11月2日） - Ray
- 第6回（2012年11月9日） - angela
- 第7回（2012年11月16日） - やなぎなぎ
- 第12回（2012年12月21日） - KOTOKO

### RADIO RONDO ROBE～MY ON AIR～
『～MY ON AIR～』（マイオンエアー）は、2013年4月12日開始。前番組に引き続き黒崎と「Rayの2h（3代目「火曜2h」）パーソナリティを務め、『RRR』歴代番組にゲスト出演経験のある、Rayが担当。

#### コーナー
- 言いたいことを言っておこう!MYホンネON AIR

番組から発表されたテーマで、黒崎とRayが互いの本音を語る。
- 目指せいい女!MY女子力ON AIR

最近のトレンドや淑女のたしなみ等についてのクイズに黒崎とRayが挑戦し、
正解ポイントでどちらが女子力が高いかを競う。
- 素敵なセリフを大募集!MYぐっと来る妄想ON AIR

リスナーから寄せられた妄想を紹介し、黒崎とRayが0～5妄想で判定する。
黒崎とRayで合計7妄想となれば、「MYぐっと来る妄想」と認定される。
- 妄想を合作しよう!リレー妄想つぶやき劇場

リスナーから寄せられた140字以内の妄想『第1章』を元に、
黒崎とRayが第2章・最終章を考え、発表する。
- MYフェイバリットワードON AIR

リスナーから寄せられた言われたいセリフをアンパイアの黒崎・Rayが「いいね」SEでフェイバリット数判定する
5つ「いいね」の判定となると、ボディガードのテーマが流れる
- MYつぶやきON AIR

黒崎・Rayが週替わりで近況や好きなことについてフリートークする。
- MY自慢ON AIR

リスナーから寄せられた自慢を、黒崎・Rayがレベル1～レベル10で判定する。
- MY萌え台詞ON ATR

黒崎・Rayがキーワードが入ったま萌え台詞を発表し、どちらが良かったかを判定する。

#### ゲスト
- 第2回（2013年4月19日） - やなぎなぎ
- 第21回（2013年8月30日）- ぁみ（ありがとう）
- （2014年6月27日）- Gero

### RADIO RONDO ROBE Special Program
RADIO RONDO ROBE Special Program（ラジオロンドローブスペシャルプログラム）は、上記番組を休止して放送される、CD発売を控えたRONDO ROBE所属アーティストがパーソナリティを務める、特別番組。

#### 番組一覧
- RADIO RONDO ROBE特番 ／やなぎなぎ「little lull」（2012年4月6日放送　パーソナリティ：やなぎなぎ）
- RADIO RONDO ROBE特番／川田まみ「Borderland」（2012年5月25日放送、パーソナリティ：川田まみ）
- RADIO RONDO ROBE -River Stream- サマースペシャル（2012年7月27日 - 8月24日）
  - RADIO RONDO ROBE Special Program／黒崎真音「黎鳴-reimei-」（2012年7月27日放送 パーソナリティ：黒崎真音）
  - RADIO RONDO ROBE Special Program／川田まみ「SQUAER THE CIRCLE」（2012年8月3日放送 パーソナリティ：川田まみ）
  - RADIO RONDO ROBE Special Program／流田Project-流田PPP-（2012年8月10日放送 パーソナリティ：流田Project）
  - RADIO RONDO ROBE ジェネオン夏祭り（2012年8月17日・24日放送 パーソナリティ：流田豊、川田まみ ゲスト：黒崎真音、Ray、fripSide）
- RADIO RONDO ROBE〜only my radio-gun〜 Returns（2012年12月7日放送 パーソナリティ：fripSide）
- RADIO RONDO ROBE Special Program／南條愛乃〜カタルモア〜（2012年12月14日放送 パーソナリティ：南條愛乃）
- RADIO RONDO ROBE SPECIAL PROGRAM 黒崎真音『VERTICAL HORIZON』（2013年4月5日放送 パーソナリティ：黒崎真音）
- RADIO RONDO ROBE SPECIAL PROGRAM Ray 1st ALBUM『RAYVE』（2013年6月7日放送 パーソナリティ：Ray）
- RADIO RONDO ROBE Special Program やなぎなぎ『エウアル』（2013年6月28日放送 パーソナリティ：やなぎなぎ）
- RADIO RONDO ROBE SPECIAL PROGRAM Ray Newsingl『lull〜そして僕らは〜』（2013年10月25日放送 パーソナリティ：Ray）
- RADIO RONDO ROBE Special Program 黒崎真音 X-encounter（2013年11月1日放送 パーソナリティ：黒崎真音）
- RADIO RONDO ROBE Special Program やなぎなぎ アクアテラリウム（2013年11月15日放送 パーソナリティ：やなぎなぎ）
- RADIO RONDO ROBE Special Program 南條愛乃-君が笑む夕暮れ-（2013年11月29日放送 パーソナリティ：南條愛乃）
- RADIO RONDO ROBE SPECIAL PROGRAM Ray 2nd ALBUM『Milky Ray』（2014年5月30日放送 パーソナリティ：Ray）
- RADIO RONDO ROBE やなぎなぎSpecial Program 〜トコハナ〜（2014年6月6日放送 パーソナリティ：やなぎなぎ）
- RADIO RONDO ROBE-Special Program- 黒崎真音 REINCARNATION（2014年7月25日放送 パーソナリティ：黒崎真音）
- RADIO RONDO ROBE-Special Program- 黒崎真音 「楽園の翼」（2014年10月10日放送 パーソナリティ：黒崎真音）
- RADIO RONDO ROBE-やなぎなぎ Special Program- 「ポリオミノ」（2014年12月5日・12日放送 パーソナリティ：やなぎなぎ）

| 超!A&G+ 金曜 21:30 - 22:00                                                                                           | 超!A&G+ 金曜 21:30 - 22:00                        | 超!A&G+ 金曜 21:30 - 22:00                                               |
| 前番組 | 番組名                                            | 次番組                                                                   |
| --- | ------------------------------------------------- | ------------------------------------------------------------------------ |
| C3 RADIO （2009年10月9日 - 2010年4月2日）                                                                            | RADIO RONDO ROBE （2010年4月9日 - 2011年4月1日）  | ラジオ☆聡美はっけん伝! 2011年4月8日 - ※21:00-22:00                       |
| 超!A&G+ 金曜 23:00 - 23:30                                                                                           |                                                   |                                                                          |
| 神谷浩史・小野大輔のDearGirl〜Stories〜 - 2011年4月1日は田中真奈美・名賀亜美の超!A&Gミュージック+30の単発番組を放送  | RADIO ROND ROBE （2011年4月8日 - 2014年4月4日）   | 小野大輔・近藤孝行の夢冒険〜Dragon&Tiger 2014年4月11日 -                 |
| 超!A&G+ 金曜 21:00 - 21:30                                                                                           |                                                   |                                                                          |
| ラジオ☆聡美はっけん伝! 2011年4月8日 - 2014年3月28日 ※21:00-22:00 - 2014年4月4日は単発番組「ひらけ!乙女ゲート」を放送 | RADIO ROND ROBE （2014年4月11日 - 2017年2月24日） | predia水野まいと湊元りょうのミュージック+30 2017年3月3日 - 2017年3月31日 |